# Rachid Ghezzal
Rachid Ghezzal (* 9. května 1992, Décines-Charpieu, Francie) je alžírský fotbalový záložník a reprezentant francouzského původu, který působí v tureckém klubu Beşiktaş JK.

## Klubová kariéra
Ghezzal začínal v profesionálním fotbale ve francouzském klubu Olympique Lyon, v A-týmu debutoval v roce 2012.

## Reprezentační kariéra

### Francie
Rachid Ghezzal hrál v roce 2013 za francouzský mládežnický výběr U20.

### Alžírsko
Od roku 2015 reprezentuje Alžírsko, v národním týmu „pouštních lišek“ (jak se alžírské fotbalové reprezentaci přezdívá) debutoval 26. března 2015 v Dauhá proti Kataru (prohra 0:1).